# خلية سنخية من النمط الثاني
خلية سنخية من النمط الثاني (بالإنجليزية Alveolar cells type II) هي نوع من الخلايا الرئوية محببة (عليها حبيبات) تشبه المكعب توجد في السنخ الرئوي، تصنف هذه الخلايا ضمن الخلايا الظهارية (النسيج الطلائي) وتصنف فرعياً تبعاً لشكلها ضمن الخلايا الظهارية المكعبية، توجد هذه الخلايا في الاحصار السنخي الشعيري (Alveolar-capillary block)، تغطي هذه الخلايا مساحة صغيرة من السنخ الرئوي تصل إلى أقل من 5%، حيث تشكل الخلية السنخية من النمط الأول معظم هذه المساحة بنسبة 95%، إلا أن خلية النمط الثاني أكثر عدداً بسيب صغر حجمها مقارنةً بحجم خلية النمط الأول.
خلايا النمط الثاني تحمل جين موسين الذي يعمل على حمايتها من البكتريا والفايروسات، عند حدوث مرض سرطان الرئة فانه يسبب تغير في موقع غليكوزيل (جزء من الموسين) مما يؤدي إلى تغير الحامض النووي للنسيج الظهاري الذي ينتمي اليه وتتلف.

## الوظيفة
خلايا النمط الثاني مسؤولة عن إنتاج وتخزين فاعل بالسطح الذي يتكون من الشحم والفوسفور، يعمل «فاعل بالسطح» على تقليل التوتر السطحي للسنخ الرئوي مما يزيد من مساحتها، «فاعل بالسطح» يخزن في مواقع رقيقة من خلية النمط الثاني يسمى الجسم العديد الصفاحات، عندما يتنفس الرضيع لأول مرة فانه يسبب إطلاق «فاعل بالسطح» كما يظهر بالصورة.
إذا تعرضت الخلايا السنخية من النمط الأول للتحطيم فان خلايا النمط الثاني بإمكانها أن تتكاثر بسرعة وتعوض خلايا النمط الأول.